# العلاقات الغانية المنغولية
العلاقات الغانية المنغولية هي العلاقات الثنائية التي تجمع بين غانا ومنغوليا.

## مقارنة بين البلدين
هذه مقارنة عامة ومرجعية للدولتين:
| وجه المقارنة                                              | غانا         | منغوليا         |
| --------------------------------------------------------- | ------------ | --------------- |
| المساحة (كم2)                                             | 238.53 ألف   | 1.57 مليون      |
| عدد السكان (نسمة)                                         | 26.91 مليون  | 3.08 مليون      |
| الكثافة السكانية (ن./كم²)                                 | 112.82       | 1.96            |
| العاصمة                                                   | أكرا         | أولان باتور     |
| اللغة الرسمية                                             | لغة إنجليزية | اللغة المنغولية |
| العملة                                                    | سيدي غاني    | توغروغ منغولي   |
| الناتج المحلي الإجمالي (بليون دولار)                      | 47.33 مليار  | 11.49 مليار     |
| الناتج المحلي الإجمالي (تعادل القوة الشرائية) بليون دولار | 115.41 مليار | 36.16 مليار     |
| الناتج المحلي الإجمالي الاسمي للفرد دولار أمريكي          | 1.37 ألف     | 3.97 ألف        |
| الناتج المحلي الإجمالي للفرد دولار أمريكي                 | 4.08 ألف     | 11.95 ألف       |
| مؤشر التنمية البشرية                                      | 0.579        | 0.727           |
| رمز المكالمات الدولي                                      | +233         | +976            |
| رمز الإنترنت                                              | .gh          | .mn             |
| المنطقة الزمنية                                           | 00           | ت ع م+08:00     |

## منظمات دولية مشتركة
يشترك البلدان في عضوية مجموعة من المنظمات الدولية، منها:
| علم المنظمة | اسم المنظمة                                                | تاريخ انضمام غانا | تاريخ انضمام منغوليا |
| ----------- | ---------------------------------------------------------- | ----------------- | -------------------- |
|             | مؤسسة التنمية الدولية                                      | 29 ديسمبر 1960    | 14 فبراير 1991       |
|             | يونسكو                                                     | 11 أبريل 1958     | 1 نوفمبر 1962        |
|             | وكالة ضمان الاستثمار متعدد الأطراف                         | 29 أبريل 1988     | 21 يناير 1999        |
|             | الأمم المتحدة                                              | 8 مارس 1957       | 27 أكتوبر 1961       |
|             | العملية المشتركة للاتحاد الأفريقي والأمم المتحدة في دارفور | ?                 | ?                    |
|             | الفريق المعني برصد الأرض                                   | ?                 | ?                    |
|             | الاتحاد البريدي العالمي                                    | ?                 | ?                    |
|             | البنك الدولي للإنشاء والتعمير                              | 20 سبتمبر 1957    | 14 فبراير 1991       |
|             | الاتحاد الدولي للاتصالات                                   | 17 مايو 1957      | 27 أغسطس 1964        |
|             | منظمة حظر الأسلحة الكيميائية                               | ?                 | ?                    |
|             | مؤسسة التمويل الدولية                                      | 3 أبريل 1958      | 14 فبراير 1991       |
|             | المركز الدولي لتسوية المنازعات الاستشارية                  | 14 أكتوبر 1966    | 14 يوليو 1991        |
|             | منظمة التجارة العالمية                                     | ?                 | ?                    |
|             | منظمة الشرطة الجنائية الدولية                              | ?                 | ?                    |

## وصلات خارجية
- موقع وزارة الخارجية الغانية
- موقع وزارة الخارجية المنغولية